# Flagge Schwedens
Die Flagge Schwedens  ist die offizielle schwedische Nationalflagge. Die schwedische Flagge entstammt den Farben des Wappens der Königsfamilie. Die blaue Farbe ist die Grundfarbe des Wappens, gelb sind jeweils die drei Kronen und Streifen im Wappen. Daher auch die blaue Grundfarbe mit dem gelben Kreuz (siehe auch Wappen Schwedens).

## Beschreibung

### Farben

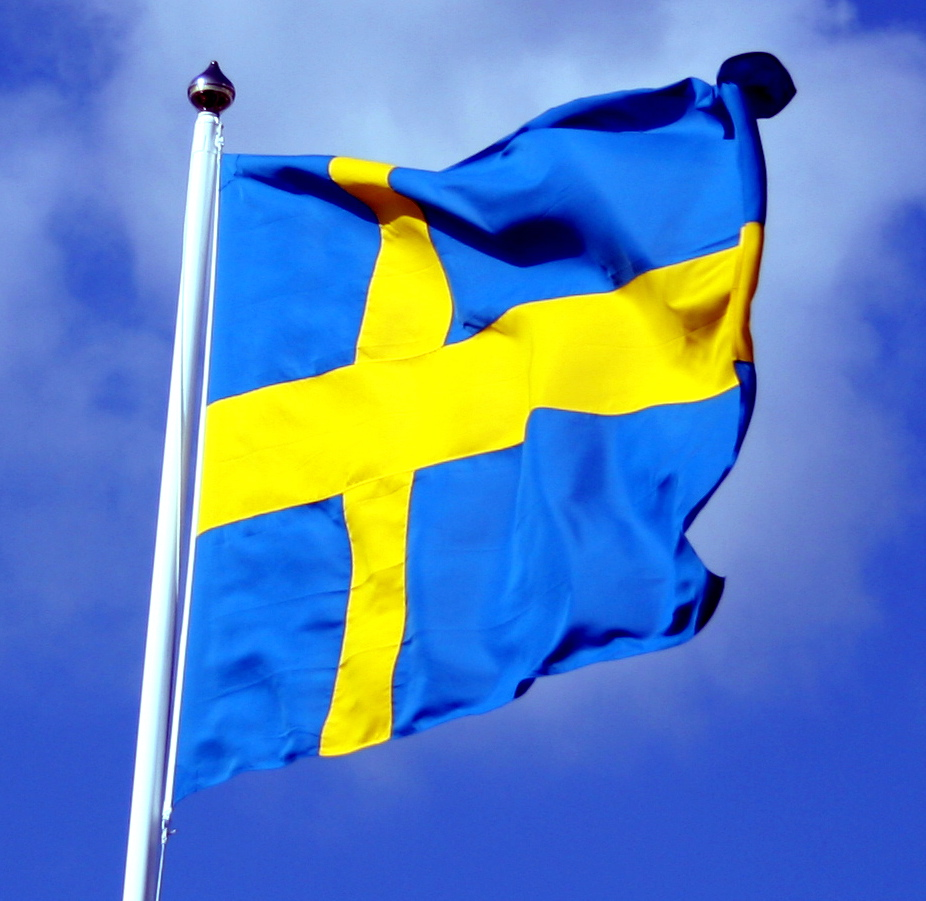
Flagge Schwedens

Die Wahl der Farben geht auf das Wappen Schwedens zurück, in dem ebenfalls die Farben Gelb und Blau Verwendung finden. Sie haben folgende Werte nach dem NCS-Farbsystem
- Blau: (NCS) 4055-R95B
- Gelb: (NCS) 0580-Y10R[1]

Diese Farben werden laut Verordnung umgerechnet in den CIE-xyY-Farbraum:
- Blau: x = 0,189; y = 0,192; Y = 8,3
- Gelb: x = 0,472; y = 0,465; Y = 64,4[1]

Das schwedische Gesetz (1982:269) beschreibt die Farben als:

„3 § Flaggans färg är ljust mellanblå på fälten och guldgul på korset.“

„Die Farben der Flagge sind helles Mittelblau auf den Feldern und Goldgelb auf dem Kreuz.“

Diese Farbwerte lassen sich nicht eindeutig in RGB-Werte für eine Darstellung auf Computermonitoren umrechnen. Die Schweden selbst verwenden auf der offiziellen Webseite die Farbwerte Blau: R=0 G=91 B=174 (#005BAE) und Gelb: R=255 G=195 B=1 (#FFC301).

### Maße
Die inneren blauen Felder haben ein Verhältnis von 4:5 (Höhe:Breite), die äußere 4:9 (Höhe:Breite). Die Arme des Kreuzes haben eine Breite entsprechend der Hälfte der Höhe der einzelnen blauen Felder.

## Geschichte

Unionsgösch von Schweden und Norwegen 1844–1905.

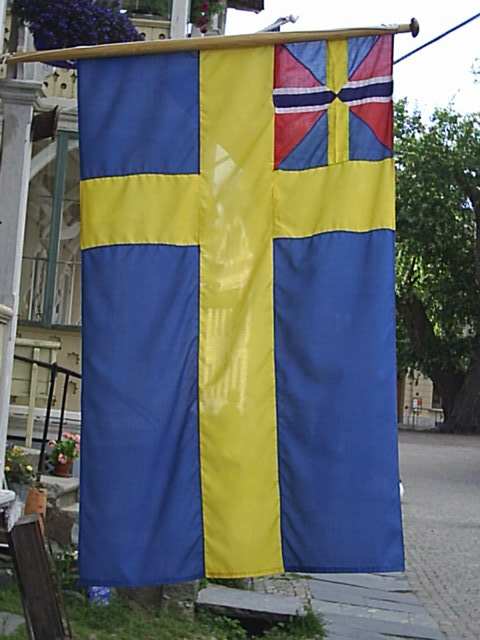
Nationalflagge bis 1905

König Johann III. äußerte 1569 den Wunsch, dass das im großen Wappen geführte Kreuz für alle Fahnen und Banner im Reich vorkommen sollten. Ein Flaggengesetz von 1663 setzte den heute noch üblichen Grundtyp der Flagge fest. Um anzuzeigen, dass der König von Schweden im 19. Jahrhundert teilweise gleichzeitig in Norwegen herrschte, war damals lange Zeit ein Unionszeichen in der Gösch vorhanden, das eine Kombination aus der schwedischen und der norwegischen Flagge darstellte. Offiziell eingeführt wurde die heutige Flagge am 22. Juni 1906.
| Flagge | Zeitraum                            | Verwendung                                                                               | Beschreibung |
| ------ | ----------------------------------- | ---------------------------------------------------------------------------------------- | --- |
|        | ca. 1520er bis ca. 1650             | Staats- und Kriegsflagge                                                                 | im Vergleich zur gegenwärtigen Militärflagge nur einfacher Doppelstander und mit etwas anderen Farben und Proportionen |
|        | Mitte des 17. Jahrhunderts bis 1815 | Staats- und Kriegsflagge                                                                 | im Vergleich zur gegenwärtigen Militärflagge mit etwas anderen Farben und Proportionen |
|        | 1761 bis 1813                       | Militärflagge für die Arméns flotta ("Flotte der Armee")                                 | ganz in blau gehaltener gezungter Doppelstander, der von der Arméns flotta bzw. Skärgårdsflotta, einer schwedischen Waffengattung von 1756 bis 1823, genutzt wurde |
|        | 1815 bis 1844                       | Staats- und Militärflagge                                                                | weißes Andreaskreuz auf rotem Grund im oberen Liek. Die rot-weiße Gösch sollte Norwegen repräsentieren. |
|        | 1815 bis 1844                       | Handelsflagge                                                                            | Die gleiche wie die gegenwärtige Nationalflagge mit etwas anderen Farben und Proportionen |
|        | 1818 bis 1844                       | Handelsflagge der Union in weit entfernten Gewässern                                     | weißes Andreaskreuz auf rotem Grund im oberen Liek. Die rot-weiße Gösch repräsentierte Norwegen. Die Flagge wurde am 26. Oktober 1818 für den Gebrauch in weit entfernten Gewässern, das heißt jenseits des Kap Finisterres im Nordwesten von Spanien, eingeführt, als eine Alternative zur normalen schwedischen Handelsflagge, die auf Wunsch auch von norwegischen Schiffen genutzt werden konnte. Mit der Resolution des Königs vom 17. Juli 1821 wurde die Andreaskreuzflagge als gemeinsame Handelsflagge angeordnet |
|        | 1818 bis 1844                       | wechselnde Staatsflagge                                                                  | von privaten Schiffen verwendet, die der königlichen schwedischen Post dienten |
|        | 1844 bis 1905                       | National- und Handelsflagge                                                              | Kennzeichen der Union als Gösch im oberen Liek |
|        | 1844 bis 1905                       | Staatsflagge und Militärflagge                                                           | Kennzeichen der Union als Gösch im oberen Liek |
|        | 1844 bis 1905                       | Unionsflagge als Gösch der schwedischen Marine und Flagge der Diplomaten bei Botschaften | ein Kreuz, das die Farben sowohl der Flagge Norwegens als auch Schwedens enthält |
|        | 1897 bis 1905                       | wechselnde Staatsflagge                                                                  | Staatsflagge für die Verwendung auf staatlichen Schiffen und bei Regierungsgebäuden, bei denen nicht die Militärflagge weht. Vor 1897 von privaten Schiffen genutzt, die der königlichen schwedischen Post dienten. |

## Flaggenprotokoll
Die Flagge wird vom 1. März bis 31. Oktober um 8:00 Uhr gehisst; an den übrigen Tagen um 9:00 Uhr. Bei Sonnenuntergang muss die Flagge wieder eingeholt werden, spätestens jedoch um 21:00 Uhr. Im Zivilbereich sind diese militärischen Regeln lediglich als Richtlinie zu verstehen. Für Gebiete nördlich des Polarkreises gelten Sonderbestimmungen.
| An diesen Tagen soll die schwedische Flagge gesetzt werden: |                                 |
| Tag                                                         | Anlass                          |
| 1. Januar                                                   | Neujahr                         |
| 28. Januar                                                  | Namenstag des Königs            |
| 12. März                                                    | Namenstag der Kronprinzessin    |
| variiert                                                    | Ostersonntag                    |
| 30. April                                                   | Geburtstag des Königs           |
| 1. Mai                                                      | Tag der Arbeit                  |
| variiert                                                    | Pfingstsonntag                  |
| 6. Juni                                                     | Nationalfeiertag und Flaggentag |
| samstags, variiert                                          | Mittsommertag (20....26. Juni)  |
| 14. Juli                                                    | Geburtstag der Kronprinzessin   |
| 8. August                                                   | Namenstag der Königin           |
| zweiter Sonntag im September in jedem vierten Jahr          | Reichstagswahl                  |
| 24. Oktober                                                 | UN-Tag                          |
| 6. November                                                 | Gustav-Adolfs-Tag               |
| 10. Dezember                                                | Nobeltag                        |
| 23. Dezember                                                | Geburtstag der Königin          |
| 25. Dezember                                                | Weihnachten                     |

## Flaggen des Königshauses
Die Flagge Schwedens ist nicht nur das Symbol des schwedischen Königreiches, sondern zugleich das königliche Hoheitszeichen. Bereits als Thronfolger hatte Oscar II. von Schweden die königliche Flagge (den kungliga flaggan) an der Sommerresidenz von Sofiero hissen lassen. Am Riksdagshuset, dem Sitz des schwedischen Reichstages, und an anderen offiziellen Stellen folgte man seinem Beispiel, bis er 1873 als König schließlich die tägliche Beflaggung der Königsflagge am Stockholmer Schloss befahl.
Die Verwendung der Kriegsflagge (Örlogsflagga), ein gezungter Doppelstander, ist mit seinen verschiedenen Versionen einzig und allein dem Königshaus als Standarte und den schwedischen Streitkräften vorbehalten, wobei die Königsflagge sich von der Kriegsflagge durch ein zusätzliches weißes Feld in der Mitte mit der großen oder kleinen Ausführung des schwedischen Staatswappens unterscheidet. Bei der großen Ausführung hängt um dem Schild der königliche Seraphinenorden, den der König von Schweden als Großmeister trägt. Der König entscheidet persönlich über den speziellen Gebrauch der Königsflagge, die in verschiedene Formen benutzt wird.
So zeigt die fyrduksflagga (etwa „Viertuchflagge“), die Königsflagge in der kleinen Ausgabe (360 × 180 cm) an, dass der König sich im Reich befindet und seinen Pflichten als Staatschef nachkommt.
Die sexduksflagga (etwa „Sechstuchflagge“), die Königsflagge in der großen Ausgabe (540 × 270 cm), wird bei allgemeinen Flaggentagen wie beispielsweise am 6. Juni, dem schwedischen Nationalfeiertag und Flaggentag gehisst.
Daneben gibt es die sogenannte stormflagga („Sturmflagge“), die Königsflagge in der Version 90 × 180 cm, die bei widrigen Wetterverhältnissen gehisst wird.
Wenn der König in der Ausübung seiner Aufgaben als Staatschef verhindert ist, zum Beispiel bei ausländischen Staatsbesuchen, tritt an seine Stelle im Allgemeinen der Kronprinz als Reichsvorsteher (Riksföreståndare). Zurzeit ist das die Kronprinzessin Victoria von Schweden, die die Aufgaben in Abwesenheit des Königs erfüllt. In so einem Fall wird am Stockholmer Schloss die Königsflagge mit der kleinen Ausführung des Staatswappens gehisst.
Wenn der König in offiziellem Zusammenhang mit dem Auto vorfährt, so ist an beiden Vorderseiten die Königsflagge mit dem großen Staatswappen angebracht. Fahrzeuge mit Königsflaggen, die das kleine Staatswappen enthalten, werden von den übrigen Mitgliedern des Königshauses benutzt.
| Flagge | Zeitraum       | Bezeichnung                                                                              | Beschreibung |
| ------ | -------------- | ---------------------------------------------------------------------------------------- | --- |
|        | 1905 bis heute | Den kungliga flaggan („Königsflagge“, Standarte der Königin und des Königs von Schweden) | Königliche Flagge mit der großen Ausführung des Staatswappens einschließlich des königlichen Seraphinenordens               |
|        | 1905 bis heute | Standarte des Reichsvorstehers (Riksföreståndare)                                        | Königliche Flagge mit der kleinen Ausführung des Staatswappens (umgeben von den Insignien des königlichen Seraphinenordens) |
|        | 1905 bis heute | Standarte des Reichsvorstehers (Riksföreståndare), wenn dieser nicht königlich ist       | Die gleiche wie die allgemeine Kriegsflagge                                                                                 |
|        | 1943 bis heute | Standarte des Königs von Schweden.                                                       | Die große Ausführung des Staatswappens, welches von einem Tatzenkreuz aus Goldblau geviert ist                              |

## Kriegsflaggen
Die allgemeine Kriegsflagge (örlogsflaggan), ist ein gezungter Doppelstander im Verhältnis 1:2 (einschließlich der Schweife), die sowohl als Militärflagge bei den schwedischen Landstreitkräften (Försvarsmakten), als auch als Gösch (örlogsgösen), das heißt als Bugflagge bei der schwedischen Marine (Svenska marinen) genutzt wird. Die Göschs sind kleiner als die Militärflaggen, haben aber die gleichen Proportionen. Der gezungte Doppelstander war ursprünglich das persönliche Emblem des Königs bzw. des Befehlsbereiches, welches vom König übertragen wurde. Zunächst war es nur ein einfacher Doppelstander, bis Mitte des 17. Jahrhunderts die Zunge auftauchte.

### Allgemeine Kriegsflagge
| Flagge | Zeitraum               | Bezeichnung und Verwendung                                                                                  | Beschreibung                                                                                    |
| ------ | ---------------------- | --- | ----------------------------------------------------------------------------------------------- |
|        | 1905 bis zur Gegenwart | Örlogsflaggan, die Militärflagge, die auch als Gösch (örlogsgösen) bei der schwedischen Marine genutzt wird | Schwedische Nationalflagge als gezungter Doppelstander im Verhältnis SV 10:20 (4–2–4):(5–2–5–8) |

### Seekriegsflaggen bzw. Marineflaggen
| Flagge | Zeitraum       | Bezeichnung und Verwendung | Beschreibung |
| ------ | -------------- | --- | --- |
|        | 1972 bis heute | Amiralsflagga (Kommandozeichen des Admirals) | Die Marineflagge mit vier weißen Sternen im oberen Liek. Vor 1972 trug die Flagge drei Sterne (wie die gegenwärtige Flagge des Vizeadmirals)    |
|        | 1972 bis heute | Viceamiralsflagga (Kommandozeichen des Vizeadmirals) | Die Marineflagge mit drei weißen Sternen im oberen Liek. Vor 1972 trug die Flagge zwei Sterne (wie die gegenwärtige Flagge des Konteradmirals)  |
|        | 1972 bis heute | Konteramiralsflagga (Kommandozeichen des Konteradmirals) | Die Marineflagge mit zwei weißen Sternen im oberen Liek. Vor 1972 trug die Flagge einen Stern (wie die gegenwärtige Flagge des Flottenadmirals) |
|        | 2001 bis heute | Flottiljamiralsflagga (Kommandozeichen des Flottenadmirals) | Die Marineflagge mit einem weißen Stern im oberen Liek.                                                                                         |
|        |                | Örlogsstandert (Kommandozeichen des Kommodore) | gegabelter breiter Stander im Verhältnis 5:8, der mit den Farben im Verhältnis 1:1 horizontal geteilt ist                                       |
|        |                | Örlogsvimpel (Kommandozeichen des Fregattenkapitäns (Kommendörkapten), des Korvettenkapitäns (Örlogskapten) oder des Kapitänleutnants (Kaptenlöjtnant bzw. Kapten)) | Wimpel, der mit den Farben im Verhältnis 1:1 horizontal geteilt ist                                                                             |
|        |                | Örlogsgaljadet (Kommandozeichen des „Kompagnieoffiziers“ (Kompaniofficer) mit dem Dienstgrad eines Fähnrichs)                                                       | breiter dreieckiger Stander im Verhältnis 5:8 mit vertikal geteilten Farben                                                                     |
|        |                | Kommandozeichen des „Verbandskapitäns“ (Avdelningschef) | dreieckiger Stander, der mit den Farben im Verhältnis 1:1 horizontal geteilt ist                                                                |
|        |                | Kommandozeichen des „Flottillenkapitäns“ (Flottiljchef) | vertikale Trikolore als dreieckiger Stander |
|        |                | Kommandozeichen des „Divisionskommandeurs“ (Divisionschef) | schwedische Nationalflagge als dreieckiger Stander                                                                                              |
|        |                | Kommandozeichen des ältesten Befehlshabers (Äldste chef) | horizontale Trikolore als dreieckiger Stander                                                                                                   |

## Regionale Flaggen
Obwohl die historischen Provinzen, die als Landskap (dt. „Landschaft“) bezeichnet werden, seit dem 14. Jahrhundert keine politische Bedeutung mehr haben und von den Län (dt. „Lehen“) abgelöst wurden, identifizieren sich viele Schweden noch heute stark mit ihrer „Landschaft“, weshalb viele von ihnen neben der Nationalflagge regionale Flaggen mit offiziellem oder inoffiziellem Status verwenden, um ihren Lokalpatriotismus auszudrücken.
Die offiziellen Flaggen der schwedischen Landschaften (schw. Landskapsflagga) sind in der Regel quadratische Wappenbanner mit den Wappen der schwedischen Provinzen als Motiv. Die Wappen stammen meist aus dem 16. Jahrhundert, wobei oft die Hintergrundfarbe des Schildes das ganze Flaggentuch ausfüllt.

### Inoffizielle Landschaftsflaggen
Neben den Wappenbannern existieren für viele Landschaften weitere Flaggen, die meist auf private Initiative entworfen wurden. Sie haben mit Ausnahme der Flagge Schonens keinen offiziellen Status, sind aber oft bekannter als die offiziellen Wappenbanner und werden gerne eingesetzt, um die regionale Eigenständigkeit zu demonstrieren und den regionalen Tourismus zu fördern. Die meisten sind skandinavische Kreuzflaggen, die durch das traditionelle Kreuz die Verbundenheit mit den nordischen Ländern darstellen.
Zu den bekanntesten zählt neben der 1902 entworfenen Flagge Schonens, die 1999 von der Provinz Skåne offiziell anerkannt wurde, auch die 1983 geschaffene horizontale Trikolore des lokalpatriotischen Kultur- und Marketingprojektes Republik Jämtland. Gerade diese beiden Flaggen haben sich zu einem anerkannten Symbol der Region entwickelt.

Flagge Schonens, 1902 entworfen und 1999 offiziell anerkannt
Inoffizielle Trikolore der Republik Jämtland, 1983 entworfen
Inoffizielle Flagge Bohusläns, seit 1996 in Gebrauch
Inoffizielle Flagge Gotlands, 1991 vorgeschlagen
Inoffizielle Flagge Hälsinglands, seit 1992 in Gebrauch
Inoffizielle Flagge Härjedalens, in den 1970er Jahren als Reaktion auf die Republik Jämtland entworfen
Inoffizielle Flagge Smålands, 1992 entworfen
Inoffizielle Flagge Västergötlands, auch in Westschweden in Gebrauch
Inoffizielle Flagge Ölands
Inoffizielle Flagge Östergötlands, 1972 der Öffentlichkeit vorgestellt

### Flaggen für andere Gebiete und Volksgruppen
Andere Flaggen stehen zwar nicht für eine historische Landschaft oder ein heutiges Län, haben aber für ein bestimmtes Gebiet oder Volksgruppe große Bedeutung.
Darunter haben die Flagge der Samen (seit 15. August 1986) und die Flagge Tornedalens (seit 15. Juli 2007) offiziellen Status.

Flagge der Samen, seit 15. August 1986 offiziell anerkannt
Flagge Tornedalens, am 15. Juli 2007 erstmals offiziell gehisst
Inoffizielle Flagge der Schwedenfinnen, 2007 entworfen, um die offizielle Minderheit der Schwedenfinnen zu repräsentieren
Inoffizielle Flagge der Finnlandschweden in Finnland und Schweden
Wappen der finnischen Landschaft Egentliga Finland

## Verwendung der schwedischen Flagge außerhalb Schwedens
Die Flaggen von Wilmington (Delaware) und Philadelphia (Pennsylvania) sind nach dem Vorbild der schwedischen Flagge gestaltet in Erinnerung an die kurzlebige schwedische Kolonie Neuschweden.